# Grand Ronde Community
La Grand Ronde Community o Riserva indiana di Grand Ronde è una riserva indiana divisa in diverse sezioni di territorio non contigue nella parte sud-occidentale della contea di Yamhill e nella parte nord-occidentale della contea di Polk, in Oregon, Stati Uniti d'America, a circa 29 km (18 miglia) a Est di Lincoln City, presso Grand Ronde. A metà del XIX secolo, il governo degli Stati Uniti costrinse a spostarsi varie tribù e bande dalle loro case in varie parti dell'Oregon occidentale collocandole in questa riserva. Essa ora è di proprietà delle Tribù Confederate della Grand Ronde Community in Oregon. La riserva ha un'estensione territoriale di 42,43 km² (16,384 miglia quadrate). Secondo il Censimento del 2000 la popolazione ammontava a 55 persone. La maggior parte dei membri della tribù vive altrove per trovare lavoro.

## Geografia
La riserva di Grand Ronde è localizzata a 45°08′50″N 123°38′44″W.

## Resoconto storico
- Dal 6000 a.C. o prima, gli indiani Tututni (del fiume Rogue), Umpqua, Chasta, Kalapuya, Molalla (o Molala), Tillamook, Nestucca e gli indiani di Salmon River vivevano nelle loro terre tradizionali
- 1854–1857: In seguito alle guerre del fiume Rogue, la riserva di Grand Ronde venne istituita seguendo, nel 1854 e 1855, le disposizioni di un trattato e poi le disposizioni di un ordine esecutivo del 30 giugno 1857
- 1856: Accanto alla riserva venne costruito Fort Yamhill
- Anni 1860: Arrivo del missionario cattolico belga Padre Adrien Croquet (detto Crockett), zio del famoso Cardinale Mercier, successivamente seguito da suo nipote, Joseph Mercier. Il non ordinato Joseph si sposò con una donna di una tribù locale, e molti membri di tribù di oggi sono tra i suoi discendenti.[2]
- 1887: Il General Allotment Act stabilisce le assegnazioni individuali di terra alle persone per un totale di poco più di 130 km² (33000 acri). La maggior parte di questa terra finisce nelle mani dei non-indiani[senza fonte]
- 1901: L'ispettore statunitense James McLaughlin dichiara come "surplus" una parte della riserva pari a 104,37 km² (25791 acri) e gli Stati Uniti la vendono per 1,16 dollari per acro (287 dollari per km²).
- 1936: L'Indian Reorganization Act consente alla Tribù di riacquistare alcune terre per le case
- 1954: Ai sensi del Termination Act, lo stato federale della tribù venne interrotto.
- 1983: Grand Ronde Restoration Act: Il 22 novembre 1983, il Presidente Ronald Reagan ha firmato il Grand Ronde Restoration Act, ripristinando il riconoscimento federale al popolo come tribù.
- 1988: La tribù guadagna nuovamente 39,70 km² (9811 acri), giungendo a 40,68 km² (10052 acri)